# Haplolabida trajectata
Haplolabida trajectata är en fjärilsart som beskrevs av Walker 1863. Haplolabida trajectata ingår i släktet Haplolabida och familjen mätare. Inga underarter finns listade i Catalogue of Life.